# (10465) Olkin
Pour les articles homonymes, voir Olkin.
(10465) Olkin est un astéroïde de la ceinture principale.

## Description
(10465) Olkin est un astéroïde de la ceinture principale. Il fut découvert le 29 novembre 1980 à l'observatoire Palomar par Schelte J. Bus. Il présente une orbite caractérisée par un demi-grand axe de 3,13 UA, une excentricité de 0,11 et une inclinaison de 14,2° par rapport à l'écliptique.